# Kalkoma muscosula
Kalkoma muscosula är en fjärilsart som beskrevs av Forbes 1939. Kalkoma muscosula ingår i släktet Kalkoma och familjen tandspinnare. Inga underarter finns listade i Catalogue of Life.